# Брайс, Квентин
Дама Кве́нтин Э́лис Луи́за Брайс (англ. Quentin Alice Louise Bryce; род. 23 декабря 1942, Лонгрич, Квинсленд, Австралия) — австралийский политик, юрист, губернатор Квинсленда с 29 июля 2003 по 29 июля 2008 г., генерал-губернатор Австралии с 5 сентября 2008 года до 28 марта 2014 года.
Работала в различных комитетах по правам человека, против женской дискриминации. В 2003 году стала губернатором Квинсленда, сменив генерал-майора Питера Арнисона. 13 апреля 2008 года премьер-министр Австралии Кевин Радд заявил, что Квентин Брайс назначена генерал-губернатором Австралии. Она сменила 5 сентября 2008 года действующего генерал-губернатора Майкла Джеффери и стала первой женщиной на этом посту. Занимала должность до 28 марта 2014 года.

## Юность
Квентин Стречен родилась 23 декабря 1942 в Брисбене и была второй из четырёх дочерей своего отца. Родители Квентин Брайс Норман Стречен и Найда Вайтзел поженились в 1940 году. Её отец работал менеджером. Её мать работала учительницей до брака со Стреченом, а позже стала работать на дому репетитором. В 1949 году её семья переехала в Лонсестон, штат Тасмания. Вернувшись в Квинсленд, они поселились в городе Белмонт, где её отец устроился new wool-scour. Квентин, живя в Белмонте, решила поступить в Camp Hill State School, где она встретила первого мужа Майкла Брайса.
Проживая в Белмонте, её отец приобрел собственность вблизи города Тентерфилд в штате Новый Южный Уэльс. в 1956 году Квентин Стречен поступила в Moreton Bay College, Квинсленд, недалеко от Брисбена пока её родители managed „a couple of stations out west“. Во время учёбы в Университете Квинсленда Квентин занималась ещё и социальной работой. На третьем году обучения она перевелась в институт. Обучаясь в университете, она училась также и в Bachelor of Arts с 1962 по 1965 годы. В 1964 году она вышла замуж за Майкла Брайса. В 1965 году она стала первой женщиной, которая была принята в Совет университета хотя она не имела профессиональной практики..

## Карьера
После поездки в Лондон, Брайс вернулась в Австралию и решила часть времени посвятить домашнему преподаванию одновременно работая в T. C. Beirne школе права Университета Квинсленда в 1968 году, и стала первой женщиной принятой на факультет. В 1969 году она также вела лекции по праву, Квентин преподавала в университете до 1983 года.
В 1978 году правительство Фрейзера создало национальный женский консультативный совет, где Брайс была „vaulted to prominence“ с её назначением советником, taking on the role of convener в 1982 году. В 1984 году Квентин Брайс стала первым директором женского информационного центра в штате Квинсленд и была назначена женским представителем в комитет по дискриминации прав служащих. Затем она стала первым директором Австралийской комиссии по правам человека в штате Квинсленд (HREOC).
В течение пятилетнего периода (1988—1993) Брайс работала главой комиссии по сексуальным домогательствам в правительстве Хоука. Во время её работы в этом комитете к ней обращались за помощью около 2000 человек каждый год. Этот период известен также борьбой за права женщин происходящим на законодательном уровне, Сандра МакЛеан писала про это, Брайс активно работала на законодательном уровне течении этого времени. В 1990 году Alexander Proudfoot создал женский центр в штате Австралийская столичная территория в деятельность которого входила борьба с сексуальной дискриминацией в Австралии. Это достигло пика в 1994 году когда Брайс, возглавлявшая HREOC, перестала критиковать работу Proudfoot.
Закончив работу в комиссии по сексуальной дискриминации, Квентин Брайс перешла на работу Национальный детский аккредитационный совет, где проработала три года, с 1997 по 2003 годы она работала исполнительным офицером в Университете Сиднея, Новый Южный Уэльс.
Брайс также была председателем совета по борьбе с раком груди и состояла в женской сборной по крикету, была одной из организаторов World YWCA, Australian Children's Television Foundation и членом ассоциации помощи детям нуждающимся в лечении.

## Губернатор Квинсленда
В 2003 году по рекомендации Премьер-министра Квинсленда Питера Битти, Елизавета II назначила Брайс Губернатором Квинсленда. После назначения Брайс, Битти открыл дебаты по созданию Queensland Legislative Assembly что стало первым шагом в смене методов руководства. Без сомнения Битти был основным руководителем Queensland Legislative Assembly что привлекло дополнительные голоса за Национальную партию и Либеральную партию которые были лидерами в теледебатах.

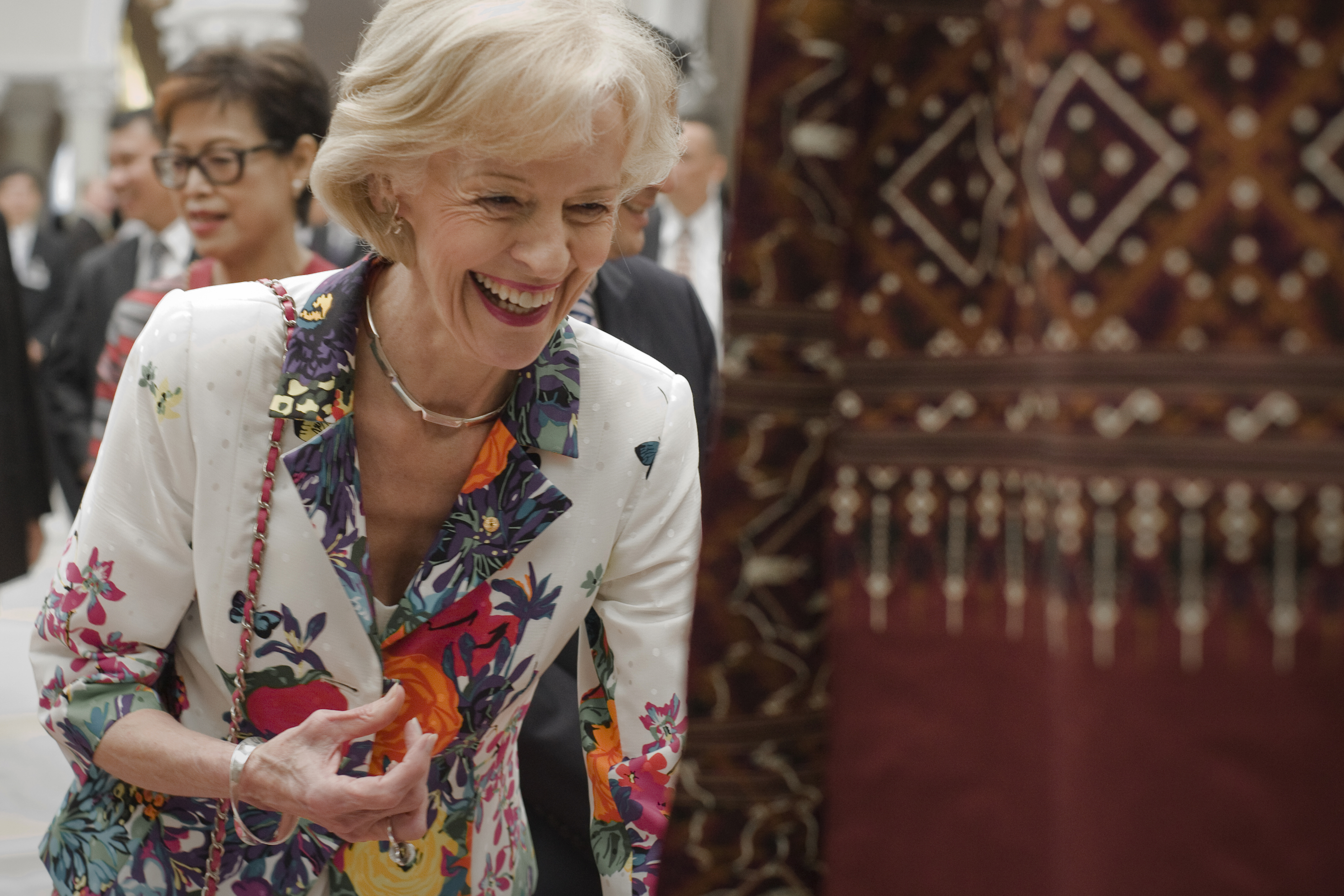

Брайс во время своего губернаторства не всегда была миролюбива, но она принимала во внимание „highly respected figure“ в течение всего срока на посту губернатора Квинсленда. Concerns raised in the media included the „substantial“. Работая в Губернаторском дворце Брайс успевала быть Губернатором, главой правительства Квинсленда, руководителем администрации и садовником в течение всего срока, и использовала дом правительства для личных нужд. Позже Битти согласился, что был не прав, исполняя частные функции в Губернаторском дворце, especially в то время как Брайс держала события в своем собственном кармане, while the Queensland Public Sector Union stated in 2008 that the staff disputes were „with the management as a whole, but there wasn’t anything specific against the Governor“. Большинство членов правительства Квинсленда было не в восторге от проводимой Брайс политики на посту Губернатора.
Вот как член правительства описал Брайс:
"She's a control freak. She's all sweet and understanding in public, but in private it was a whole different ball game."
В январе 2008 года объявленный ею пятилетний срок закончился в июле 2008 года. Премьер-министр Рабочей партии Анна Блиг описала Брайс как „вдохновляющего лидера“ во время нахождения на посту Губернатора, и узнала Брайс по работе, её „большие дела“ на региональном уровне, работу „Губернатором всего Квинсленда“. Губернатором Квинсленда 29 июля 2008 была назначена Пенелопа Уэнзли.

## Генерал-Губернатор Австралии

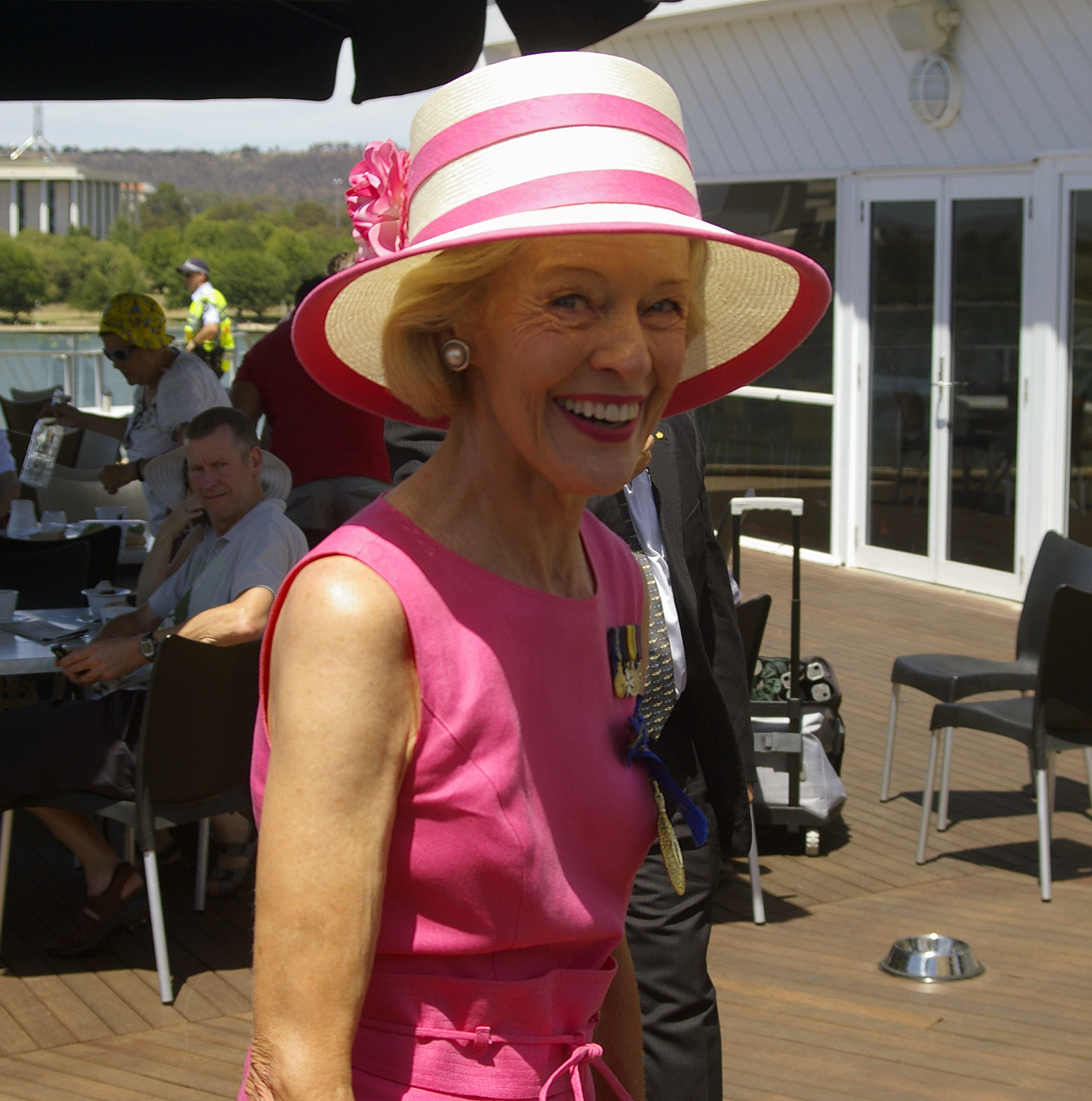
Квентин Брайс после интервью в День Австралии на церемонии в Канберре 26 января 2010

13 апреля 2008 года, по рекомендации премьер-министра Австралии Кевина Радда, королева Елизавета II назначила Квентин Брайс Губернатором Австралии. Кевин Радд поддержал назначение Брайс, также лидер оппозиции, Брендан Нельсон, и лидер партии зелёных Боб Браун, высказались положительно о назначении Брайс. Журналистка, Патрисия Эдгар описала назначение Брайс как вдохновленный выбор», Журналист Джилл Сингер в газете Herald Sun написал назначение Брайс губернатором определило лицо всей Австралии".
С её назначением был не согласен Des Houghton, который соглашался что «fair bit of baggage» Брайс хорошо себя зарекомендовала на посту Губернатора Квинсленда, но она не выполнила все что обещала на этом посту. Квентин Брайс также решила сменить Малькольма Хэзела, который был официальным секретарем Генерал-Губернатора Майкла Джеффери. Кевин Радд предложил Брайс своё решение, согласившись с её решением сменить секретаря.
Брайс произнесла официальную клятву 5 сентября 2008. 23 сентября 2008 она дала своё первое интервью как Губернатор Австралии Керри O’Брайену The 7.30 Report по каналу ABC1.
28 марта 2014 года новым генерал-губернатором стал Питер Косгроув.